# Qischn
Qischn (auch: Qishn; arabisch قشن, DMG Qišn) ist eine Küstenkleinstadt im Gouvernement al-Mahra im Südosten des Jemen. Ausweislich der letzten Volkszählung im Jahr 2004 hatte die Stadt 7595 Einwohner, nach Berechnungen aus dem Jahr 2012 leben in Qischn 10.439 Menschen.
Qischn verfügt über einen kleinen Flughafen, den Qishn Airport, IATA-Flughafencode IHN, ICAO-Code ODAQ.

## Geschichte
Qischn war in der Vergangenheit ein wichtiger Exporthafen für Weihrauch. Die Weltreisende und Forscherin Freya Madeline Stark hielt sinngemäß fest: "...von Qishn aus, 200 bis 250 Tonnen (Weihrauch, jährlich). Der beste Weihrauch kommt aus Saudah, Hadhbarm und Mirbãt, der schlechteste aus Qishn."
Zu Zeiten der Mahri-Sultane war Qischn Hauptstadt deren Reiches Qischn und Sokotra. Hauptort auf Sokotra war parallel Tamrida, das heutige Hadibu.

## Sonstiges
- Liste der Städte im Jemen